# Teramo Basket 2002-2003
Il Teramo Basket 2002-2003, sponsorizzato Sanic, ha preso parte al campionato professionistico italiano di Legadue.

## Verdetti
- Legadue:
  - stagione regolare: 1º posto su 14 squadre (22-10);
    - promozione in Serie A.

## Roster
| Giocatori |
| --------- |

|    | Naz.                                     | Ruolo | Sportivo         | Anno | Alt. | Peso |  |
| -- | ---------------------------------------- | ----- | ---------------- | ---- | ---- | ---- |  |
| 4  | Stati Uniti (bandiera)                   | C     | Tyrone Grant     | 1977 | 202  | 105  |  |
| 5  | Stati Uniti (bandiera)                   | G     | Ryan Hoover      | 1974 | 187  | 83   |  |
| 9  | Italia (bandiera)                        | P     | Tommaso Plateo   | 1978 | 187  | 85   |  |
| 11 | Argentina (bandiera) · Italia (bandiera) | P     | Fernando Labella | 1971 | 192  | 85   |  |
| 13 | Italia (bandiera)                        | A     | Gianluca Lulli   | 1972 | 198  | 95   |  |
| 15 | Italia (bandiera)                        | C     | Pietro Bianchi   | 1973 | 203  | 100  |  |
| 20 | Italia (bandiera)                        | A     | Mario Boni       | 1963 | 200  | 100  |  |

| Staff tecnico                   |
| ------------------------------- |
| Allenatore: Franco Gramenzi     |
| Assistente: Massimo Cancellieri |

| Giocatori acquisiti a stagione in corso |
| --------------------------------------- |

|    | Naz.               | Ruolo | Sportivo                       | Anno | Alt. | Peso |  |
| -- | ------------------ | ----- | ------------------------------ | ---- | ---- | ---- |  |
| 16 | Italia (bandiera)  | G     | Federico Pieri dal 29 novembre | 1970 | 192  | 90   |  |
| 19 | Bahamas (bandiera) | AC    | Ian Lockhart dal 17 gennaio    | 1967 | 203  | 109  |  |

| Giocatori ceduti a stagione in corso |
| ------------------------------------ |

|    | Naz.               | Ruolo | Sportivo                           | Anno | Alt. | Peso |  |
| -- | ------------------ | ----- | ---------------------------------- | ---- | ---- | ---- |  |
| 14 | Italia (bandiera)  | GA    | Giuseppe Stama fino al 28 dicembre | 1964 | 196  | 90   |  |
| 12 | Nigeria (bandiera) | C     | Ime Oduok fino all'11 febbraio     | 1971 | 203  | 105  |  |

Legaduebasket: Dettaglio statistico